# Grupa „Sandomierz”
Grupa „Sandomierz” – grupa taktyczna Wojska Polskiego II RP, improwizowana w czasie kampanii wrześniowej 1939.

## Geneza i zadania
W związku z pogarszającą się sytuacją na froncie minister spraw wojskowych gen. Kasprzycki 3 września 1939 polecił dowódcy Armii „Karpaty” gen. Kazimierzowi Fabrycemu zabezpieczyć mosty na Wiśle w Sandomierzu, Szczucinie, Baranowie i Nowym Korczynie.
W Sandomierzu, 5 września przygotowania do obrony rozpoczął I zastępca dowódcy 2 pułku piechoty Legionów ppłk. Bolesław Gancarz, wykorzystując do tego siły znajdujące się w garnizonie.
Zawiązek grupy stanowiły wystawione przez 2 pp Leg. w II rzucie mobilizacji powszechnej: I batalion, oraz dowództwo i oddziały pozabatalionowe 94 pułku piechoty. Ponadto, z nadwyżek 2 pp Leg. i kompanii wycofanej z Ośrodka Zapasowego Żandarmerii w Staszowie utworzono IV batalion 94 pp, a w znajdującym się w Sandomierzu Ośrodku Zapasowym 15 DP wystawiono batalion mjr. Kazimierza Kruczkowskiego i batalion marszowy OZ15 DP ppłk. Józefa Wyziny.
Obronę przeciwlotniczą zapewniały zmobilizowane w 2 pp Leg. 101 i 102 kompanie ckm plot. typu „B”, 22 bateria motorowa art. plot., oraz wycofana z Katowic 2 bateria 1 samochodowego dywizjonu artylerii plot. 75 mm i przybyłe z Mościc dwa samodzielne fabryczne plutony artylerii plot. 40 mm połączone w baterię.
6 września do dowództwa Grupy w Gorzycach przyjechał oficer sztabu OK X, ppłk Antoni Sikorski, który na rozkaz gen. Wieczorkiewicza przejął dowództwo nad całością.
Zgodnie z otrzymanymi wytycznymi Grupa „Sandomierz” miała wykonać następujące zadania:
- zabezpieczyć mosty i przeprawy na Wiśle na odcinku od Zawichostu (wyłącznie) do Baranowa, zabarykadować je i przygotować do zniszczenia;
- rozpoznawać patrolami zachodni brzeg Wisły, podporządkować sobie oddziały znajdujące się w tamtym rejonie i przygotować się do przyjęcia własnych wojsk wycofujących się z zachodniej części kraju;
- nawiązać kontakt z sąsiadami na północ i południe od swoich pozycji;
- składać systematyczne meldunki dowództwu Armii „Karpaty”.

Ponadto, przy mostach i brodach wystawiono posterunki regulujące ruchem i zbierające żołnierzy z rozbitych oddziałów.
W związku z rozkazem Naczelnego Wodza z 6 września, wstrzymującym wszystkie transporty zmierzające do zachodniej części kraju, w skład grupy włączono jednostki przeznaczone dla 36 DP Rez. Były to I batalion, dowództwo i pododdziały pozabatalionowe 164 pułku piechoty.
Obrona została podzielona na dwa odcinki – „Sandomierz” i „Tarnobrzeg”. Pierwszy, dowodzony przez ppłk Gancarza, broniony był przez trzy batalionowy 94 pp, zaś drugi podlegał dowódcy 164 pp ppłk Styrczuli, którego oddziały wzmocniono batalionem mjr Kruczkowskiego z OZ 15 DP.
W odwodzie znajdował się, liczący ok. 1000 żołnierzy batalion marszowy 15 DP ppłk Wyziny.
Rankiem 7 września ppłk Sikorski podporządkował sobie znajdujące się w rejonie Rozwadowa oddziały 12 DP: II batalion 54 pp, pluton artylerii piechoty 51 pp, kompanię przeciwpancerną 163 pp i 9 baterię 12 pal.
Tego dnia nawiązano także kontakt ze sztabem Armii „Lublin” oraz otrzymano nowe rozkazy z dowództwa Armii „Karpaty”, które nakazywały wykonanie następujących zadań:
- przygotować się do walki z bronią pancerną nieprzyjaciela;
- jak najdłuższe utrzymać mosty na Wiśle w celu ułatwienia przeprawy wojsk nadchodzących z zachodniej części kraju;
- wysadzać mosty tylko w ostateczności, w przypadku bezpośredniego zagrożenia, że zostaną opanowane przez przeciwnika;
- utrzymywać styczność i łączność z Armią „Lublin”.

W ramach reorganizacji utworzono dwa pułki piechoty:
- 94 pułk piechoty – dowódca ppłk Bolesław Gancarz;
  - I batalion – dowódca mjr. Władysław Symonowicz;
  - II batalion – dowódca kpt. Stanisław Serednicki;
  - III batalion – dowódca kpt. Tadeusz Szymczykiewicz (były IV batalion 94 pp).
- 164 pułk piechoty – dowódca ppłk Stanisław Styrczula;
  - I batalion – dowódca kpt. Tadeusz Lisowski;
  - II batalion – dowódca mjr Antoni Mokrzycki (był to II batalion 54 pp, który miał pełnić tę rolę do przybycia II batalionu 164 pp);
  - III batalion – dowódca mjr. Kazimierz Kruczkowski.

W odwodzie pozostawał batalion marszowy OZ15 DP ppłk Wyziny.

## Walki
Walki na odcinku Grupy „Sandomierz” rozpoczęły się 8 września, kiedy to niemieckie oddziały rozpoznawcze należące do 5 Dywizji Pancernej zaatakowały most w Sandomierzu, następnego dnia przejściowo zajmując miasto. W tym samym czasie ppłk Sikorski nakazał, jak się później okazało przedwczesne, uszkodzenie mostu pod Baranowem, gdzie wysadzono środkowe przęsło, co w razie potrzeby dawało możliwość szybkiego naprawienia mostu. Dnia 10 września, podczas gdy ppłk Sikorski kontrolował mosty, kołowy w Sandomierzu i kolejowy pod miastem, na tym drugim nastąpił samozapłon części ładunków wybuchowych i most został poważnie uszkodzony. Na polecenie dowódcy Armii „Lublin” saperzy grupy zniszczyli go całkowicie. 
Zachodni brzeg Wisły rozpoznawany był przez II batalion 54 pp, wysłany tam w poszukiwaniu oddziałów Armii "Kraków". 9 września do Grupy dołączyły II batalion 164 pp oraz sformowany w 2 pal Leg. II dywizjon 55 pal, do którego włączono przybyłą wcześniej 9 baterię 12 pal. 
Grupa podjęła współdziałanie z Warszawską Brygadą Pancerno-Motorową płk. Stefana Roweckiego, która zaczęła organizować obronę na prawym skrzydle grupy na wysokości Zawichostu i Annopola. Grupa pozostawała też kontakcie z dowództwem Armii „Małopolska”.
10 września do Osieka, gdzie znajdował się II batalion 54 pp, zaczęły podchodzić pierwsze oddziały 55 DP Rez, mające za zadanie osłonic odwrót reszty GO Jagmin, która po wybudowaniu mostu na galarach pod Baranowem, zdołała w nocy z 11 na 12 września oderwać od nieprzyjaciela. W tym czasie pozostałe pozycje Grupy „Sandomierz” były atakowane przez oddziały niemieckiej 10 Armii.
11 września do dowództwa grupy w Gorzycach przyjechał dowódca Armii „Kraków” gen. bryg. Antoni Szylling wraz ze swoim sztabem który  podporządkował sobie grupę Sandomierz. Polecił utrzymać obronę mostów do 13 września – czasu planowego przejścia wszystkich oddziałów Armii „Kraków”, w tym GO „Jagmin”, na lewy brzeg Wisły i przekroczenia Sanu. Po wykonaniu tego zadania grupa miała również wycofać się na linię Sanu.
W nocy z 13 na 14 września gen. Piskor formalnie objął dowodzenie również Armią „Kraków”, a 14 września ponownie podporządkował sobie Grupę „Sandomierz” i wydał ppłk. Sikorskiemu rozkaz zorganizowania obrony za Sanem na odcinku od Zawichostu do Żabna. Dowództwo grupy stanęło w Radomyślu. W dniach 13–14 września prawoskrzydłowe oddziały grupy walczyły na wschodnim brzegu Wisły na wysokości Zawichostu z niemieckimi czołgami 5. DPanc. 
Na wiadomość o przekroczeniu przez niemiecką 4 DP Wisły pod Annopolem, ppłk Sikorski rozpoczął przygotowania do przeciwnatarcia i odrzucenia przeciwnika za rzekę, jednak 14 września po południu został powstrzymany przez rozkaz gen. Piskora, nakazujący oderwanie się od nieprzyjaciela i przejście do rana 15 września do rejonu Modliborzyc. W nocy z 14 na 15 września grupa, przez około 40 km przemieszczała się lasami janowskimi. Gdy rano wchodziła do Modliborzyc, nastąpił silny niemiecki atak lotniczy. Cztery bataliony zostały tak osłabione, że utraciły wartość bojową wymagały przeprowadzenia reorganizacji. Z II batalionu 94 pp i II batalionu 54 pp, które najbardziej ucierpiały, odtworzono ponownie II batalion 94 pp, żołnierzy I batalionu 164 pp rozdzielono pomiędzy II i III batalion, natomiast batalion marszowy 15 DP zdecydowano się pozostawić jako samodzielny. W trakcie odwrotu znad Sanu stracono także 9 baterię 55 pal, która wskutek nieotrzymania rozkazów wycofała się z opóźnieniem i już nigdy nie dołączyła do reszty dywizjonu. Oddziały Grupy dotarłszy do Modliborzyc, zluzowały Dywizjon Rozpoznawczy WBPM. 
Grupa następnie osłaniała Janów Lubelski, przez który wycofywała się 55 DP Rez, zaś wieczorem 15 września otrzymała rozkaz przemarszu na wschód od Frampola, gdzie zajęła stanowiska na brzegu Łady od Abramowa do Karolówki, gdzie osłaniała odwrót 23 GDP GO Jagmin spod Biłgoraja.
W nocy z 17 na 18 września, Grupa oderwała się od nieprzyjaciela i odeszła pod Zwierzyniec, gdzie przejęła stanowiska obronne od 23 GDP. W trakcie przejmowania stanowisk od 75 pp, na stanowiska polskie wyszło natarcie niemieckiej 27 DP, jednak wskutek kontrataku III batalionu 164 pp, zostali oni odparci, zaś Polacy zdobyli wzgórza 307 i 312. W tym czasie pozycje 94 pp były atakowane przez oddziały niemieckiej 8 DP. Po południu 18 września rozpoczęto wycofywanie Grupy do Podklasztoru, gdzie osłaniały pozycje GO „Jagmin”, zaś o 17:00 19 września otrzymała ona od gen. Sadowskiego rozkaz oderwania się od nieprzyjaciela i dołączenia do 55 DP Rez, wspólnie z którą walczyła w końcowej fazie pierwszej bitwy pod Tomaszowem Lubelskim.
Wieczorem 20 września, wobec niemożności przebicia się przez pierścień okrążenia jako zwartej jednostki, oraz odcięcia 164 pp pod Łosińcem, ppłk Sikorski podzielił zebrane w lesie koło Maził oddziały na kilkudziesięcioosobowe grupy, które miały przebijać się samodzielnie.

## Ordre de Bataillei obsada personalna grupy
Dowódca grupy – ppłk piech. Antoni I Sikorski
- 94 pułk piechoty (rezerwowy) – ppłk Bolesław Ksawery Gancarz;
  - 63 kompania ppanc[2]. – por. art. Bolesław Piotr Borowik
- 164 pułk piechoty (rezerwowy) – ppłk Stanisław Stryczula
  - 36 kompania ppanc[3]. – por. Teofil Stępień
- batalion marszowy[4] – ppłk Józef Wyzina
- II batalion 54 pułku piechoty – mjr Antoni Władysław Mokrzycki
- pluton artylerii piechoty 51 pułku piechoty – kpt. piech. Józef Werka
- kompania kolarzy nr 41[5] – por. Zygmunt Szewczyk

- Dowództwo II dywizjonu 55 pułku artylerii lekkiej – mjr Wacław Cypryszewski
  - 6 bateria 55 pal – ppor. Antoni Marian Jakubowski
  - 9 bateria 55 pal – ppor. Andrzej Marian Zbyszewski
  - 9 bateria 12 pal – kpt. rez. Marian Truskolaski

- dowódca OPL biernej Sandomierza – por. rez. Franciszek Stróżyński

Zgrupowanie obrony przeciwlotniczej
- dowódca zgrupowania – por. rez. Janusz Makarczyk;
  - 22 bateria motorowa artylerii przeciwlotniczej – por. rez. Andrzej Czarnecki;
  - 6 bateria motorowa artylerii przeciwlotniczej[6] – por. Józef Grzegorz Dac;
  - bateria artylerii plot. 40 mm „Mościce” (1504 i 1505 plutony fabryczne) – ppor. rez. Edward Kornaus;
  - 2 pluton z 3 baterii 1 dywizjonu samochodowego artylerii przeciwlotniczej kalibru 75 mm – ppor. rez. Witold Siennicki;
  - 101 samodzielna kompania ckm plot. typ. B – ppor. rez. Mieczysław Świercz;
  - 102 samodzielna kompania ckm plot. typ. B[7] – kpt. Jan Przyboś[8].